# Stéfano de Gregorio
Stefano de Gregorio (16 de setembro de 1994, Buenos Aires, Argentina) é um ator  argentino

## Carreira Profissional
Nascido em 1994 de pai argentino e mãe peruana. Ele tem uma irmã chamada Ornella. Desde que ele foi um ano, ele participou de algumas publicidade e em 1999 fez sua estréia na televisão com telenovela  Chiquititas  onde ele interpreta Cupido e também participa da comédia musical infantil "Saltinbanquis".
Apelidado Yeyo, deu um salto para a fama com apenas um ano e 6 meses de idade. Fez muitos comerciais e também teve a oportunidade de atuar no filme "Valentín", do diretor Alejandro Agresti. Em 2003, interpretou o personagem "Mateo" em Rincón de Luz, produção da autora Cris Morena. Durante os anos de 2004 e 2005, participou da novela juvenil Floricienta como Tomás, o irmão menor da poderosa família Fritzelwalden. Também formou parte do elenco de outra produção do CMG, Chiquititas Sin Fin, em 2006. De 2007 a 2010, participou de Casi Ángeles, outra produção com a marca da autora Cris Morena, dando vida ao personagem Lleca - (Calle, em português,'Rua') um garoto que morava na rua.

## Trabalhos

### Participação em programas e comerciais televisivos
- 1995 - Comercial instuticional para Telefe internacional.
- Comercial para Papas McCain
- Comercial para Coca Cola - nacional e internacional.
- Comercial para Chasqui bum (cofetes para festas).
- Comercial de Galletitas (Uruguai).
- Comercial para Chevrolet Corsa (Equador).
- Participação no programa Video Match (de Marcelo Tinelli).